# Rustawi
Rustawi (georgisch რუსთავი) ist die viertgrößte Stadt Georgiens.

## Geografie
Sie ist selbständig, gehört nicht zu einer Munizipalität, und ist die Hauptstadt der Region Niederkartlien. Rustawi liegt 25 Kilometer südöstlich von Tblissi zu beiden Seiten des Flusses Kura (georg. Mtkwari) in einer Ebene in der Steppe. Die Stadt hat einen neuen und einen alten Teil. Der alte Teil Rustawis, in dem die gesamte Verwaltung angesiedelt ist, besteht vorwiegend aus kleineren Mehrfamilienhäusern, während der neue Teil von Rustawi von in der Sowjetzeit errichteten Plattenbauten beherrscht wird.
Die Stadt hat 130.100 Einwohner (Stand: 2021). Größte Minderheit Rustawis sind traditionell die Aserbaidschaner. 65 % der Einwohner waren nach dem Zusammenbruch der Wirtschaft 1991 arbeitslos und lebten unterhalb der Armutsgrenze. Die Kriminalitätsrate schnellte nach oben. Viele Menschen zogen fort. Die Anzahl der Einwohner sank zwischen 1995 und 2002 um über 40.000, steigt seither aber wieder langsam.

## Geschichte
Rustawi wurde im 5. und 4. Jahrhundert v. Chr. als Festung gegründet. Es lag an einem Zweig der Seidenstraße, der Europa mit Asien verband. Unter seldschukischer Herrschaft kam die gesamte Bevölkerung um. Bei den Kämpfen mit der Goldenen Horde des Mongolen Berke Khan im 13. Jahrhundert wurde die Stadt fast völlig zerstört. Es blieb nur eine kleine Siedlung.
Mit der Eröffnung des entsprechenden Streckenabschnitts der ältesten Bahnstrecke des Landes, der Bahnstrecke Poti–Baku, erhielt Rustawi 1883 Anschluss an die Eisenbahn und einen Bahnhof.
Rustawis Wiedergeburt begann mit der beschleunigten Industrialisierung Georgiens seit Mitte der 1940er Jahre. 1944 bis 1948 wurde in Rustawi das größte Stahlwerk des Kaukasus errichtet. 1947 ordnete Stalin die Neugründung der Stadt an. In der Stadt bestand das Kriegsgefangenenlager 181 für deutsche Kriegsgefangene des Zweiten Weltkriegs. Die Entwürfe für den Stadtkern stammen aus der Hand kriegsgefangener deutscher Architekten. Deutsche Kriegsgefangene wurden auch zum Bau der ersten Quartiere herangezogen.
Georgiens größter Industriestandort beherbergte 118 größere und mittlere Betriebe. Die Schwerindustrie hatte einen Anteil von 53 % an der regionalen Wirtschaft. Zu den wichtigsten Unternehmen der Stadt zählten die Eisen- und Stahlwerke, die Chemie-, die Zement- und die Kranfabrik.
2009 fuhr in Rustawi der letzte Trolleybus.

## Wirtschaft

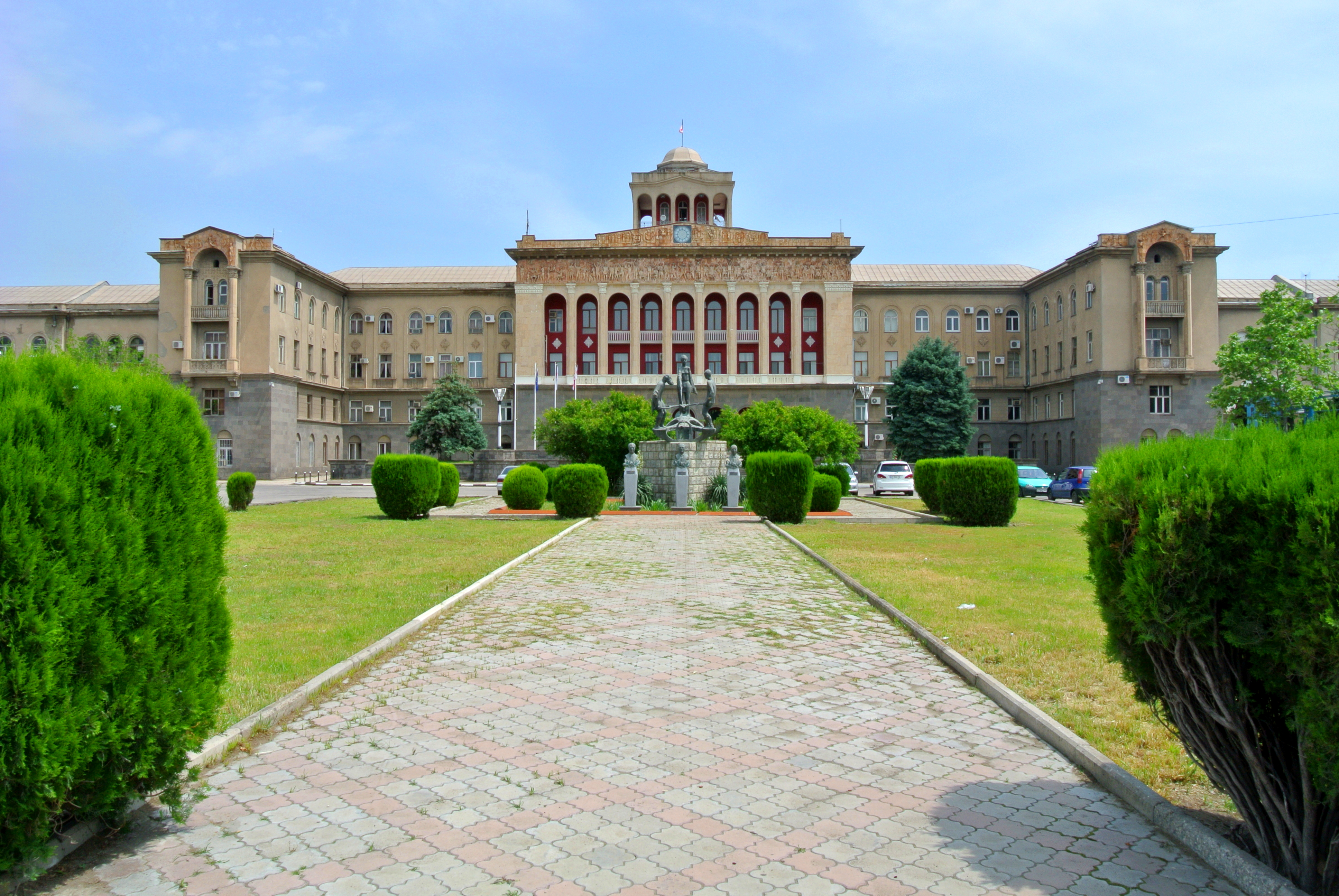
Verwaltungsgebäude der Stahlwerke von Rustawi

Nach der Unabhängigkeit Georgiens 1991 überstanden nur drei von 118 Betrieben in Rustawi den wirtschaftlichen Umbruch. 65 % der Einwohner waren arbeitslos. Trotzdem ist Rustawi ein industrielles Zentrum geblieben. Größter Betrieb sind die Rustawi Eisen- und Stahlwerke. Das Staatsunternehmen produzierte bis zur Privatisierung im Oktober 2005 jährlich mehrere Millionen Tonnen gewalzten Stahls, besonders Rohre für die Förderung und den Transport von Öl und Gas. Seither ist es in zwei Komplexe aufgeteilt, die von den Firmen Energie- und Industriekomplex sowie Rustawi Kalksteinminen betrieben werden.
Die Chemiefabrik AG ist auf die Herstellung von Mangandioxid, Ammonsalpeter, Natriumcyanid, Cyclohexanon, nicht-konzentrierte Salpetersäure und synthetisch verflüssigten Ammoniak spezialisiert. Eine Kosmetische Fabrik produziert jährlich 20 Millionen Lippen- und Augenbrauenstifte.
Die privatisierte Rustawzement AG beliefert Georgien mit Baumaterial. Die Firma Kimbotschko AG fertigt Kunstfasern und Garne. In den 1990er Jahren entstanden ist die Kaukasische PET-Fabrik, deren georgisch-italienische Besitzer PET-Flaschen für den südkaukasischen Markt herstellen.

## Kultur, Bildung

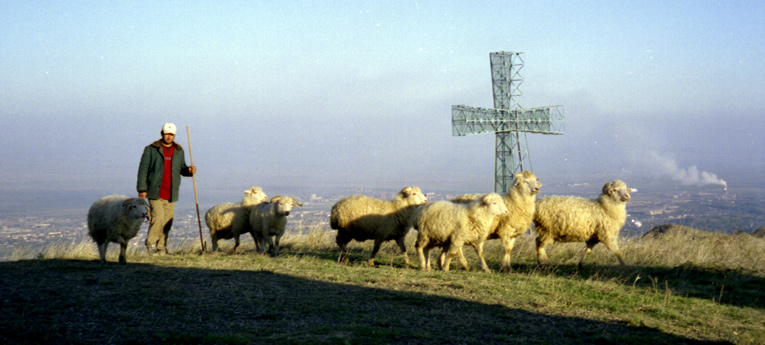
Schäfer mit Herde oberhalb von Rustawi

International bekannt ist die Stadt durch den Rustawi-Chor, einen der berühmtesten Chöre der früheren Sowjetunion, der die Tradition des mehrstimmigen Gesangs pflegt.
Es gibt 25 Oberschulen, zwei Fachschulen sowie Filialen der Georgischen Technischen Universität und der Staatlichen Universität Tiflis.
In Rustawi wurde 1994 der private Fernsehsender Rustawi 2 gegründet. Er ist inzwischen in Tiflis ansässig und der größte Privatsender Georgiens.

## Städtepartnerschaften
Rustawi listet folgende zwölf Partnerstädte auf:
| Stadt           | Land          | seit | Typ               |
| --------------- | ------------- | ---- | ----------------- |
| Akmenė          | Litauen       | 2015 | Absichtsprotokoll |
| Cauayan         | Philippinen   | 2014 | Partnerschaft     |
| Gəncə           | Aserbaidschan |      |                   |
| Gdynia          | Polen         | 2010 | Absichtsprotokoll |
| Idschewan       | Armenien      | 1996 |                   |
| İnegöl          | Türkei        | 2002 | Partnerschaft     |
| Iwano-Frankiwsk | Ukraine       | 2011 | Absichtsprotokoll |
| Kiruna          | Schweden      | 1983 | Partnerschaft     |
| Krasnojarsk     | Russland      | 1997 |                   |
| Łódź            | Polen         | 1995 | Partnerschaft     |
| Panevėžys       | Litauen       | 2015 | Absichtsprotokoll |
| Płock           | Polen         | 2011 | Absichtsprotokoll |
| Santiago        | Philippinen   | 2014 | Partnerschaft     |
| Schodsina       | Belarus       | 2018 | Absichtsprotokoll |
| Sumqayıt        | Aserbaidschan | 1952 | Partnerschaft     |
| Tscherkassy     | Ukraine       | 2012 | Partnerschaft     |

## Söhne und Töchter der Stadt
- Larissa Michailowna Berkowa (* 1955), sowjetische Handballspielerin
- Kachaber Zchadadse (* 1968), Fußballspieler und -trainer
- Chwitscha Schubitidse (* 1974), Fußballspieler
- Goderdsi Schwelidse (* 1978), Rugby-Union-Spieler
- Surab Menteschaschwili (* 1980), Fußballspieler
- Elbrus Isakov (* 1981), aserbaidschanischer Skirennläufer
- Giorgi Rechwiaschwili (* 1988), Fußballspieler
- Alexander Konstantinowitsch Iwanow (* 1989), russischer Gewichtheber
- Beka Bediana (* 1990), georgisch-deutscher Schauspieler
- Akaki Gogia (* 1992), deutscher Fußballspieler
- Tornike Okriaschwili (* 1992), Fußballspieler
- Lasha Guruli (* 1996), Boxer
- Otar Kiteischwili (* 1996), Fußballspieler
- Giorgi Bezhanishvili (* 1998), österreichisch-georgischer Basketballspieler
- Gabriel Sigua (* 2005), Fußballspieler